# چارلز ویتمن
چارلز جوزف ویتمن (به انگلیسی: Charles Joseph Whitman)، (زادهٔ ۲۴ ژوئن ۱۹۴۱ - کشته‌شده در اول اوت ۱۹۶۶)، دانشجوی رشتهٔ مهندسی و تفنگدار دریایی پیشین آمریکا بود که در اول اوت ۱۹۶۶ میلادی بر برج اصلی دانشگاه تگزاس در آستین پناه گرفت و از آنجا با تیراندازی به سمت دیگران، ۱۴ نفر را به قتل رساند و ۳۲ نفر دیگر را زخمی‌کرد. سه تن از این کشته‌شدگان در خود ساختمان به قتل رسیدند و یازده تن دیگر با تیراندازی ویتمن از بالکن طبقهٔ ۲۸اُم برج به قتل رسیدند. ویتمن سرانجام بدست یکی افسران پلیس شهر آستین با نام هوستون مک‌کوی کشته شد.
ویتمن پیش از رفتن به برج، مادر و همسر خود را نیز در خانه به قتل رسانده‌بود که با در نظر گرفتن آن‌ها تعداد کشته‌شدگان به ۱۶ نفر می‌رسد.

## نامهٔ ویتمن پیش از جنایت

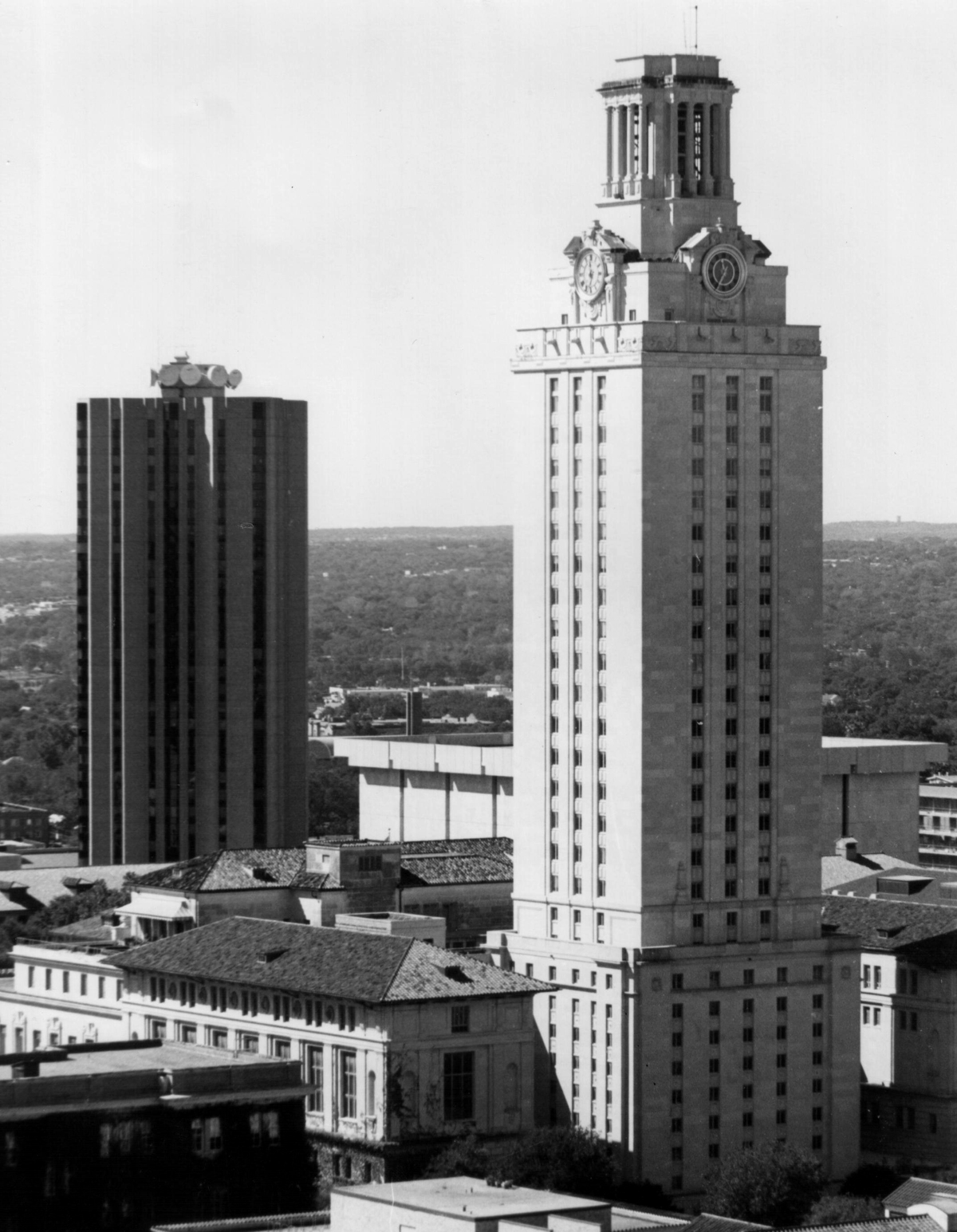
ساختمان اصلی دانشگاه تگزاس در آستین که ویتمن از بالای آن به مردم اطراف ساختمان شلیک کرد.

در ۶:۴۵ روز قبل از جنایت، ویتمن یادداشت خودکشی خود را تایپ کرد که در آن سعی کرد دلایل رفتارهای خود را شرح دهد. او در بخشی از نامهٔ خود چنین آورده‌است:
در کالبدشکافی ویتمن، توموری در مغز وی یافت شد که به دلیل گلولهٔ پلیس، تعیین محل دقیق آن ممکن نبود. ویتمن وجود چنین مشکلی را پیشاپیش حدس زده بود و در نامه‌اش خواستار کالبدشکافی جسدش پس از مرگ شده‌بود:
او در پایان‌نامه‌اش دربارهٔ قتل مادر و همسرش چنین نوشت:
او پس از کشتن مادر و همسرش، پیش از رفتن به برج دانشگاه آستین چنین نوشت:

## کمیتهٔ کانالی
جان کانالی، فرماندار تگزاس، کمیته‌ای از کارشناسان را پس از حادثه گرد هم آورد تا نتایج کالبدشکافی‌ها و انگیزه‌های جنایت را بررسی و مشخص کنند. این کمیته از عصب‌شناسان، روان‌شناسان، آسیب‌شناسان و روسای بخش سلامت دانشگاه تگزاس، دکتر جان وایت و دکتر ماوریس هیتلی تشکیل شده بود. آن‌ها بازمانده‌های تومور مغز ویتمن و بافت‌های مغزی او را بررسی کردند.

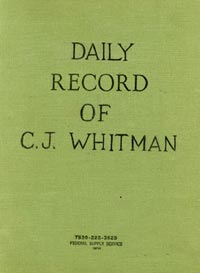
ویتمن در سال ۱۹۶۳ شروع به نوشتن یادداشت‌های روزانه‌ای با عنوان بایگانی روزانهٔ چارلز جی. ویتمن کرد.

روان‌شناسان چنین در گزارش آوردند که «رابطهٔ بین تومور مغزی و اعمال ویتمن را نمی‌توان به‌طور قطع اعلام کرد. با این حال محتمل است که این تومور توانسته باشد در عدم توانایی کنترل احساسات و اعمال مؤثر باشد.» عصب‌شناسان چنین آوردند که «دانش فعلی از کارکرد مغز، توانایی توضیح اعمال ویتمن در جنایات اول اوت را به ما نمی‌دهد.»
پژوهش‌گران چنین نظریه دادند که ممکن است تومور بر ناحیهٔ آمیگدال مغز ویتمن فشار آورده باشد. بر این اساس برخی از عصب‌شناسان چنین گفته‌اند که ممکن است وضعیت پزشکی او باوجود شرایط اجتماعی و شخصی او در اعمال جنایت‌کارانه‌اش تأثیرگذار بوده باشد.

## پیونده به بیرون
- متن کامل نامهٔ چارلز ویتمن که آنرا پیش و پس از کشتن مادر و همسرش نوشت بایگانی‌شده  در ۸ ژوئیه ۲۰۱۱ توسط Wayback Machine